# آدم ميتر
آدم ميتر (بالإنجليزية: Adam Mitter)‏ هو لاعب كرة قدم بريطاني في مركز الدفاع، ولد في 5 يناير 1993 في شروزبري في المملكة المتحدة. لعب مع نادي بارو ونادي بلاكبول.

## وصلات خارجية
- آدم ميتر على موقع قاعدة بيانات كرة القدم.إي يو (الإنجليزية)
- آدم ميتر على موقع Soccerway.com (الإنجليزية)
- آدم ميتر على موقع عالم كرة القدم.نت (الإنجليزية)